# یورنک ریفه
یورنک ریفه (انگلیسی: Llorenç Rifé؛ ۵ فوریهٔ ۱۹۳۸ – ۹ ژانویهٔ ۲۰۲۱) بازیکن فوتبال اهل اسپانیا بود.
از باشگاه‌هایی که در آن بازی کرده‌است می‌توان به باشگاه فوتبال بارسلونا و باشگاه فوتبال دپورتیوو لاکرونیا اشاره کرد.